# Unidade orgânica
Unidade orgânica é uma repartição administrativa de uma entidade, que faz parte da sua estrutura e não tem autonomia jurídica. Sendo de designação livre, as mais comuns são:
- Departamento;
- Divisão;
- Instituto;
- Faculdade;
- Pelouro;
- Secção;

## No ensino superior em Portugal
Uma unidade orgânica de um estabelecimento de ensino superior é a base institucional, pedagógica e científica de uma universidade ou de um instituto politécnico, através da qual estes organizam e desenvolvem as suas actividades.
São unidades orgânicas: (i) nas universidades, p. ex., as faculdades, os institutos, os departamentos; (ii) nos institutos politécnicos, p. ex., as escolas e os institutos.
Embora o conceito de unidade orgânica se aplique principalmente às unidades em que a vocação conjunta de ensino e investigação são dominantes, também vem sendo aplicado a unidades com outras características.